# Husvik (Tønsberg)
Husvik est une localité de la municipalité de Tønsberg, dans le comté de Vestfold, en Norvège.

## Description
Husvik est une ancienne ville balnéaire et un quartier de Slagen dans la municipalité de Tønsberg, à environ cinq kilomètres au sud-est de celle-ci.
Husvik ne possède pas de port naturel, mais la plage et les mouillages à l'extérieur sont protégés par Jarlsø, Husøy et les îles de l'archipel au large de Nøtterøy au sud, Ormøy, Tørfest, Fjærskjær et Torgersøya au sud-ouest, et par la péninsule de Vallø au nord-ouest.

## Galerie

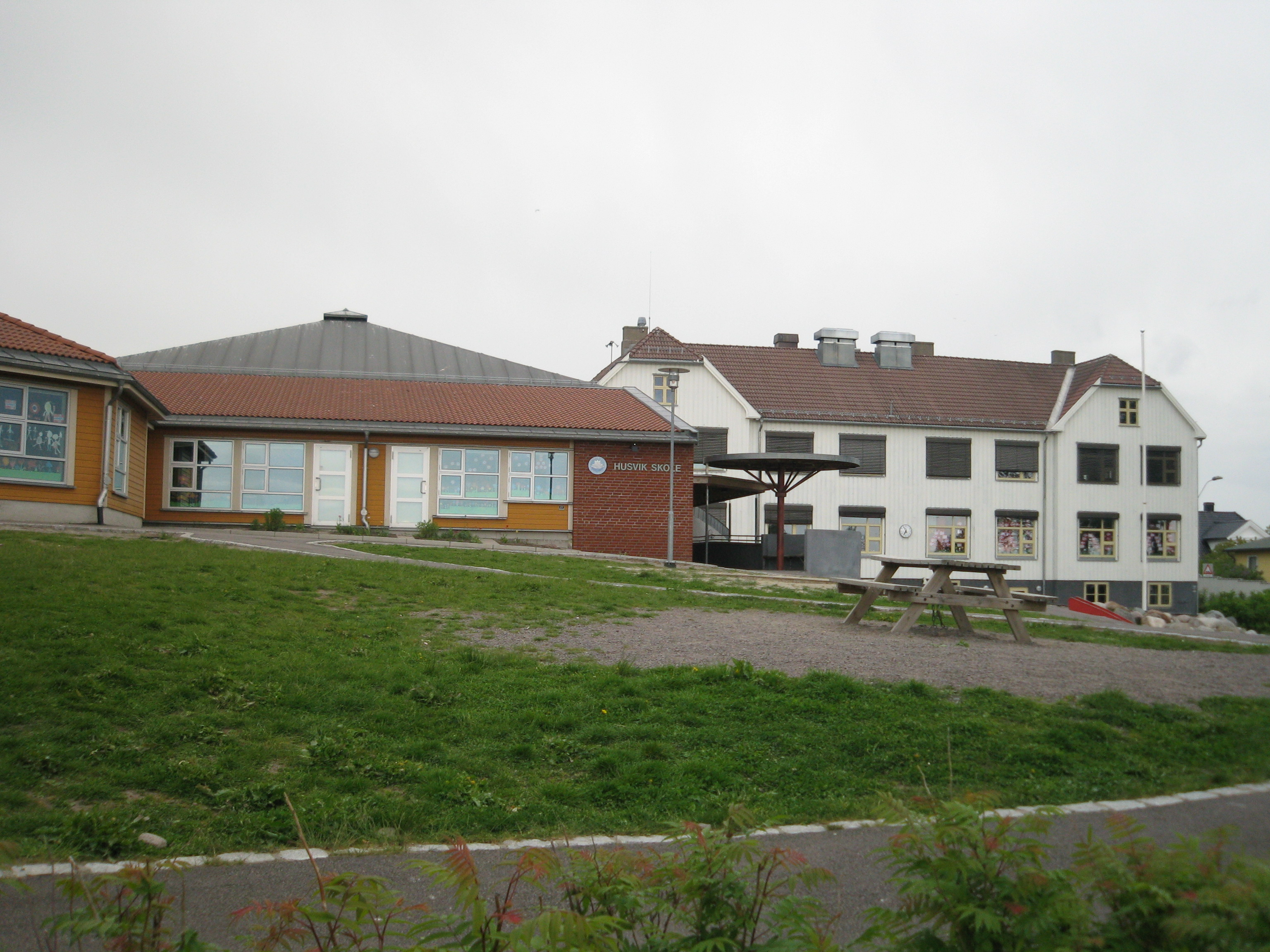
Ecole d'Husvik